# Compartimento di Lucca
Il compartimento di Lucca fu una suddivisione amministrativa del Granducato di Toscana. Nella ripartizione territoriale leopoldina definita dal motuproprio del 9 marzo 1848, attuata con legge del 1849, confinava a nord con il Ducato di Modena, a est con il compartimento di Pistoia, a sud con il compartimento di Pisa, a ovest con il Mar Tirreno.

## Territorio e popolazione
Il compartimento derivava territorialmente dal Ducato di Lucca, annesso alla Toscana nel 1847, e si estendeva per 1.179 km².
La soppressione del compartimento di Pistoia, a soli tre anni dalla sua istituzione, permise a Lucca l'acquisto del distretto di Pescia. La provincia italiana di Lucca, erede del compartimento granducale, avrebbe conservato questo territorio fino alla ricostituzione della provincia di Pistoia (1927), allorché i comuni ivi compresi (con la sola eccezione di Altopascio e Montecarlo) furono nuovamente aggregati a quest'ultima.

### Dati demografici
Il compartimento lucchese contava 200.598 abitanti (1849), di cui 63.161 nella comunità del capoluogo.

### Suddivisione amministrativa
Nel 1849 le divisioni amministrative erano le seguenti
| Compartimento | Distretto            | Comunità                                                              |
| ------------- | -------------------- | --------------------------------------------------------------------- |
| Lucca         | Borgo a Mozzano (11) | Bagno, Barga, Borgo a Mozzano, Coreglia, Pescaglia                    |
| Lucca         | Lucca (12)           | Capannori, Lucca città e campagna, Villa Basilica, Monsummano, Pescia |
| Lucca         | Pietrasanta (13)     | Camaiore, Pietrasanta, Seravezza, Stazzema, Viareggio                 |